# Сосновка (Дятьковский район)
Сосно́вка — деревня в Дятьковском районе Брянской области, в составе Большежуковского сельского поселения. Расположена в 6 км к югу от города Дятьково, на автодороге Дятьково—Любохна. Население — 235 человек (2010).
Упоминается с середины XIX века (также называлась Красноселье, Малыгино), входила в приход села Дятькова.
В 1887 была открыта церковно-приходская школа. До 1929 в Дятьковской волости Брянского (с 1921 — Бежицкого) уезда. С 1918 до 1930-х гг. и 1959—1961 — центр Сосновского сельсовета (в другие годы он же назывался Неверским); с 1961 в Большежуковском сельсовете (с 2005 — сельском поселении).